# Johan Ferner

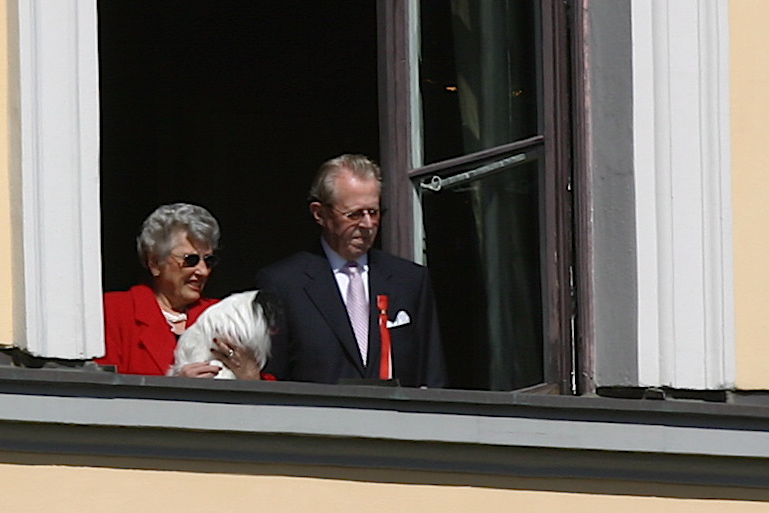
Johan Ferner en zijn echtgenote prinses Astrid in 2007

Johan Martin Ferner, geboren als Johan Martin Jacobsen (Oslo, 22 juli 1927 – aldaar, 24 januari 2015), was een Noors zeiler en de echtgenoot van prinses Astrid van Noorwegen. Hij won in 1952 met vier anderen zilver op de Olympische Zomerspelen in Helsinki.

## Biografie
Johan Ferner werd in 1927 geboren als Johan Martin Jacobsen. Kort na zijn geboorte veranderde zijn familie de achternaam in Ferner, aanvankelijk was dit de roepnaam van zijn vader. Na in Groot-Brittannië en Frankrijk te hebben gestudeerd, ging hij in de kledingfirma van zijn vader werken. Na zijn dood in 1964 namen Johan en zijn broer Finn het bedrijf over.
De broers waren ook zeilers en werden in 1952 afgevaardigd naar de Olympische Zomerspelen in Helsinki. In de 6 meter-klasse kielboten wonnen ze met Erik Heiberg, Carl Mortensen en Tor Arneberg de zilveren medaille. De gescheiden Ferner zorgde in 1961 voor enige controverse toen hij wilde trouwen met prinses Astrid van Noorwegen, dochter van toenmalig koning Olav en zus van kroonprins Harald. Slechts één bisschop was bereid om het huwelijk in te zegenen tussen de prinses en de in 1956 gescheiden burgerman. Johan en Astrid kregen samen vijf kinderen, drie dochters en twee zoons. Na een korte ziekte overleed Ferner in 2015.